# Paradromulia laeta
Paradromulia laeta là một loài bướm đêm trong họ Geometridae.